# 黑手党：失落天堂
《黑手党：失落天堂》（中国大陆官方译为）由Illusion Softworks开发，Gathering of Developers发行，是第三人称射击游戏。游戏于2002年8月于Microsoft Windows平台发行，后来于2004年移植到PlayStation 2和Xbox，登陆北美和欧洲。游戏追随1930年代虚构黑手党成员汤米·安杰洛的发迹与堕落。
游戏的Windows版获得好评，评论家盛赞游戏的写实风格，但PlayStation 2和Xbox版的口碑褒贬不一。续集《黑手党2》由2K Czech开发，2010年8月发行；第三部作品《黑手党3》由Hangar 13开发，2016年10月发行。2020年5月19日，2K Games宣佈將會推出包含本作的《四海兄弟：三部曲》，而本作将进行完全高清重制《黑手党：终极版》，并于2020年9月25日登陆PlayStation 4、Xbox One以及Microsoft Windows平台。

## 劇情
遊戲發生於1930年代的禁酒令時期，被12平方公里農村地區包圍的虛構美國城市失落天堂，仿照當時的舊金山和芝加哥。
前黑手黨成員湯米·安傑洛（Tommy Angelo）向警探諾曼（Norman）揭發他的前老大薩列里閣下（Don Salieri），希望換取警方的證人保護。1930年，湯米還是一位普通的出租车司機，無意中救出薩列里的心腹保利（Paulie）和山姆（Sam）擺脫莫雷洛（Morello）家族的伏擊。次日，莫雷洛派人欲殺死湯米，情急之下湯米逃進薩列里的酒吧，僥幸逃生。出於感謝，湯米加入了組織，與保利和山姆共事。酒保路易吉（Luigi）告訴薩列里，他的女兒莎拉（Sarah）一直被小混混騷擾，要求湯米陪莎拉回家，在趕跑混混後的隔天薩列里得知後命令湯米和保利把他們趕出小義大利，但在之後的追逐戰中殺害了混混頭目，後來據證實其是市議員的兒子。薩列里的軍師法蘭克（Frank）安排湯米在莫雷洛的妓院埋放炸彈，並消滅安插在他們之中的線人。到了現場，湯米才發現所謂的線人是莎拉的摯友米雪兒（Michelle），決定留她活口，叮囑她離開城市。隨後湯米娶了莎拉，兩人生下一女。
三年後，湯米、保利和山姆一次去劫取走私威士忌時，遭到莫雷洛雇傭的殺手伏擊，三人僥幸逃脫，但山姆負傷。後來法蘭克背叛薩列里，向警方提交洗錢證據。薩列里無奈派湯米去機場解決法蘭克。在機場，法蘭克解釋稱此舉意在保護妻女，並告訴湯米找回證據的地點。作為回報，湯米偽造法蘭克的死亡，讓法蘭克安心逃去歐洲。又過兩年，保鏢卡洛（Carlo）叛變，和莫雷洛密謀暗殺薩列里，但被湯米解決。為了報仇，薩列里殺死莫雷洛的弟弟兼副手塞爾吉歐（Sergio）和市議員。隨著對手勢力的日漸減弱，薩列里最終殺死莫雷洛並奪去地盤。
野心日漸膨脹的保利未經薩列里的批准，計劃找湯米和山姆搶劫銀行，但是被山姆勸罷，之後的偷雪茄任務保利和湯米無意中找到一批走私毒品，並發現鑽石是教父謊騙他們的名目，裏面的毒品才是才是薩列里真正的目的後，湯米私下同意和保利搶劫銀行。計畫成功後的第二天，湯米前去拿他的那一份錢，去敲保利家門時，發現保利死在他家。山姆主動打電話給湯米，讓他在當地的美術館和自己碰頭。去到美術館，山姆透露，薩列里早已知道湯米和保利不忠心，下令山姆去解決他們。最終湯米殺了山姆和他的手下。
回到現在，湯米與家人隱居起來，薩列里及其大部份手下遭法辦判監。到了1951年，年邁的湯米正在屋外替草坪澆水，維托·史卡列塔（Vito Scaletta）和喬·巴勃洛（Joe Barbaro）將車停在他身後。他們喊出湯米之前被聯邦調查局改掉的真名，代表薩列里開槍射殺他。湯米奄奄一息時，道出了家人才是真正陪在身邊的重要事物，其他都有如過往雲煙，最後在莎拉及其子女的圍繞下嚥下最後一口氣，用自己的死，保障了他們的安全。

## 玩法
主要是开车或步行往返城内不同地点、追车和赛车，时而会爆发枪战。部分地点，如机场、博物馆、教堂、酒店、废弃监狱、餐馆和酒吧有精细的内景。有别于《侠盗猎车手》的任务在设定时间进行，天气在通关期间固定的设定，游戏采用天气变化和昼夜循环。
51部经典美国车在游戏中供玩家驾驶，外加19辆额外车型（其中5部为赛车款）在主线模式结束后，开启新游戏模式时解锁。车辆分时期登场。起始阶段在街上行走的是20世纪20年代的车型，进入后期，1930年代车型登场。所有车辆出自该时期的真实车辆，但顾及版权问题而改名或重新设计。
玩家若犯下超速、闯红灯、造成驾驶员身体受伤的车祸等轻微罪行，会被警方记录。而有轨电车和地铁等公共交通工具，玩家只能搭乘，不能驾驶。
几乎所有车辆都有全面的损坏物理效果，甚至会实时变形，而同时期其他游戏的车辆用的是预制的损伤模型。尽管基本上比其他同类产品更坚固，但小型和薄弱的车辆在分解并最终爆炸前的滥用几率，比大型装甲车少。与同类型的其他游戏相比，本作更加写实，例如油箱可以刺穿，发动机会过热，齿轮传动会破坏。大部分车的窗户、车胎、前大灯和保险杠等外设在撞车、用锐利武器击打或用枪射击后会脱落。
主线剧情完成后，“极度自由驾驶”模式解锁。该模式与“自由驾驶”模式基本相同，但增加特技跳跃和支线任务，没有警察巡逻。支线任务有运送包裹、极端清除匪帮等，还会出现追逐外星飞船或卡车袭击等异乎寻常的任务。
游戏的执法人员非常严苛。玩家违法行为按性质分“轻微”和“严重”。玩家轻微违法（如超速或闯红灯）会被罚款（自由模式为1000美元，主线模式无金额），严重违法（如斗殴或拿出武器）会被直接逮捕或开枪击毙。连续四次轻微犯罪等同于严重犯罪。警力随玩家违反严重性而增加，甚至动用路钉或从玩家车后开枪扫射。

## 开发
游戏开发从1998年末开始，代号“Gangster”，原打算做成类似于《车手》的赛车游戏。原本计划加入的多人游戏模式和赛车模式没有出现在游戏最终版本中。发售时间定在2000年。之前用于《危机最前线》的引擎由于无法满足开发者的需求，于是本作改用LS3D引擎。更换引擎导致游戏发行比原计划晚两年。
2004年，游戏移植到PlayStation 2和Xbox平台。Illusion没有参加游戏移植。自由驾驶模式中警察巡逻、真实性和画面细节等PC版特色在主机版没有体现。游戏其实受和《教父》等影片灵感启发，基调定得更加严肃和成熟。导演丹尼尔·维拉希望打造一台丰富的戏剧，加入戏剧、动作和幽默，增强游戏现实感。

### 重新上架
游戏2012年在Steam下架后，于2017年在GOG.com重新发行了免数字版权管理版，在Steam也重新上架。2017年版完全保留了原版的内容，但因版权问题删除配乐。

## 评价
游戏发行后，评论家和玩家们便认为本作比一般的《侠盗猎车手》风格游戏更写实，更严谨。游戏的城市面积比当时大多数游戏都大，设有多种开放的交通工具，并增加广阔的郊野地带。IGN的丹·亚当斯（Dan Adams）给游戏打出9.2分（满分10分），同时GameSpot称PC版是“年度最佳游戏之一”，并打出9.3分（满分10分）。《Game Informer》认为本作优于《侠盗猎车手III》，写道：“从你居住的城市，到难以置信地写实的载具，这作品有着直击心肠的重磅炸弹。”
虽然最初的PC版获得广泛的赞誉，但PlayStation 2和Xbox版，在许多评论家看来较差，便打出较低的分数。在游戏开发商所在国家捷克，游戏获得评论家和玩家们的普通赞赏，甚至在捷克调查机构BonusWeb的调查中被选为最优秀的捷克和斯洛伐克开发游戏。Take-Two Interactive表示，截至2008年3月12日，游戏共售出200万份。

## 续集
续集《黑手党2》于2007年8月22日公布，2010年8月24日在Microsoft Windows、PlayStation 3和Xbox 360平台发售。系列第三部作品《黑手党3》2015年7月28日公布，2016年10月27日发行。

## 黑手党：终极版
2020年5月13日，2K Games公布《黑手党：失落天堂》的网站重制版，定名《黑手党：终极版》。重制版将列入到2020年已发布的三部《黑手党》作品的收藏系列《黑手党：三部曲》，该系列由Hangar 13开发。与數位修復版的《黑手党II》和获大量更新的《黑手党III》不同，《终极版》为完全重建，扩展了原版的剧情，完全更改了失落天堂的风景，对游戏玩法进行大修并引入了摩托车，还有全新的“原创配乐”。游戏于2020年9月25日在Xbox One、PlayStation 4和Microsoft Windows发行。